# Purple Haze (album)
Purple Haze – czwarty studyjny album amerykańskiego rapera Cam’rona. Został wydany 7 grudnia 2004 roku.

## Lista utworów
| #  | Tytuł                                | Producent(ci)             | Goście                            | Czas                     |
| -- | ------------------------------------ | ------------------------- | --------------------------------- | ------------------------ |
| 1  | "Intro"                              | Skitzo                    |                                   | 2:10                     |
| 2  | "More Gangsta Music"                 | The Heatmakerz            | Juelz Santana                     | 4:26                     |
| 3  | "Get Down"                           | Chad Hamilton             |                                   | 2:37                     |
| 4  | "Welcome to Purple Haze (Skit)"      |                           |                                   | 1:15                     |
| 5  | "Killa Cam/Roll That (Skit)"         | The Heatmakerz            |                                   | 4:24 (3:39 & 0:45)       |
| 6  | "Leave Me Alone, Pt. 2"              | Nasty Beat Makers         |                                   | 4:02                     |
| 7  | "Down and Out"                       | Kanye West & Brian Miller | Kanye West & Syleena Johnson      | 4:08                     |
| 8  | "Harlem Streets"                     | Ty-Tracks                 |                                   | 3:41                     |
| 9  | "Rude Boy (Skit)"                    |                           |                                   | 1:28                     |
| 10 | "Girls"                              | Charlemagne               | Mona Lisa                         | 3:27                     |
| 11 | "I'm a Chicken Head (Skit)"          |                           |                                   | 1:26                     |
| 12 | "Soap Opera"                         | Pop & Versatile           |                                   | 4:10                     |
| 13 | "O.T. (Skit)"                        |                           |                                   | 0:24                     |
| 14 | "Bubble Music"                       | Stay Getting Productions  |                                   | 3:51                     |
| 15 | "More Reasons/Car (Skit)"            | Chad Hamilton             | Jaheim                            | 4:30 (3:25 & 1:05)       |
| 16 | "The Block (Skit)"                   |                           |                                   | 0:46                     |
| 17 | "The Dope Man"                       | Bang                      | Jim Jones                         | 3:26                     |
| 18 | "Family Ties"                        | Skitzo                    | Nicole Wray                       | 4:17                     |
| 19 | "Chi (Skit)/Adrenaline/Phone (Skit)" | The Legendary Traxster    | Twista & Yung Buk of Psycho Drama | 4:39 (0:43, 3:25 & 0:41) |
| 20 | "Hey Lady"                           | Pop & Versatile           | Freekey Zekey                     | 3:07                     |
| 21 | "Shake"                              | Self                      | J.R. Writer                       | 3:28                     |
| 22 | "Get 'Em Girls/The Mizzle (Outro)"   | Skitzo                    | Sarah Hindes                      | 4:23 (3:33 & 0:50)       |
| 23 | "Dip-Set Forever"                    | Kanye West                |                                   | 3:54                     |
| 24 | "Take 'Em to Church"                 | Amadeus                   | Juelz Santana & Un Kasa           | 3:48                     |

## Single
- "Down and Out/Get 'Em Daddy" (2005)
- "Girls/Family Ties" (2004)
- "Get 'Em Girls/Killa Cam" (2004)